# Federacyjny Klub Parlamentarny na rzecz AWS
Federacyjny Klub Parlamentarny na rzecz Akcji Wyborczej Solidarność – klub poselski istniejący w Sejmie II kadencji. Powstał w połowie maja 1996, jako Federacyjny Klub Parlamentarny BBWR i KPN (kiedy to liczył 21 posłów). Skupiał posłów wybranych z list Konfederacji Polski Niepodległej (po rozłamie w tej partii i utworzeniu ugrupowania Konfederacja Polski Niepodległej – Obóz Patriotyczny) oraz Bezpartyjnego Bloku Wspierania Reform. Przewodniczącymi zostali Janina Kraus oraz Andrzej Gąsienica-Makowski. 22 kwietnia 1997 doszło do przekształcenia FKP BBWR i KPN w FKP na rzecz AWS. Nie znaleźli się w nim przedstawiciele BBWR (którzy w większości powołali koło i partię Blok dla Polski, m.in. Andrzej Gąsienica-Makowski), za to w jego skład weszli członkowie stowarzyszenia Nowa Polska (jeden z nich wybrany został z listy KPN, a pozostali z list BBWR – ci współtworzyli w 1994 Partię Republikanie, a w 1996 z niej odeszli, tworząc NP, która przed wejściem w skład FKP na rzecz AWS posiadała własne koło). Federacyjny Klub Parlamentarny na rzecz AWS początkowo liczył 16 posłów, a po śmierci Tadeusza Kowalczyka 19 lipca ich liczba zmalała do 15. Klub funkcjonował do końca kadencji (19 października 1997). Zarówno członkowie KPN-OP, jak i Nowej Polski, kandydowali w wyborach parlamentarnych w 1997 z list Akcji Wyborczej Solidarność. Poselską reelekcję uzyskało troje członków klubu (z KPN-OP Janina Kraus i lider partii Adam Słomka, a z NP Bernard Szweda), troje się o nią nie ubiegało (Ryszard Burski, Robert Kościelny i Hans Szyc).

## Posłowie FKP na rzecz AWS
- Wojciech Błasiak (KPN-OP), Wrocław, wybrany z listy KPN
- Ryszard Burski (KPN-OP), Gliwice, wybrany z listy KPN
- Henryk Dyrda (Nowa Polska), Katowice, wybrany z listy BBWR
- Grzegorz Kaczmarzyk (Polska Partia Ekologiczna – Zielonych), Katowice, wybrany z listy KPN
- Andrzej Kaźmierczak (KPN-OP), Rzeszów, wybrany z listy KPN
- Robert Kościelny (KPN-OP, Nowa Polska), Kraków, wybrany z listy KPN
- Tadeusz Kowalczyk (Nowa Polska), Radom, wybrany z listy BBWR – do 19 lipca 1997, zginął w wypadku drogowym
- Janusz Koza (KPN-OP), Kielce, wybrany z listy KPN
- Janina Kraus (KPN-OP), Gliwice – przewodnicząca, wybrana z listy KPN
- Krzysztof Laga (KPN-OP), Sosnowiec, wybrany z listy KPN
- Krzysztof Popenda (KPN-OP), Częstochowa, wybrany z listy KPN
- Adam Słomka (KPN-OP), Katowice, wybrany z listy KPN
- Leszek Smykowski (KPN-OP), Szczecin, wybrany z listy KPN
- Bernard Szweda (Nowa Polska), Gliwice, wybrany z listy BBWR
- Hans Szyc (Nowa Polska), Gdańsk, wybrany z listy BBWR
- Kazimierz Wilk (KPN-OP), Bielsko-Biała, wybrany z listy KPN